# Георги Чалъков (Кърчово)
Георги Чалъков е български революционер, деец на Вътрешната македоно-одринска революционна организация.

## Биография
Георги Чалъков е роден през 1862 година в мървашкото село Кърчово, тогава в Османската империя. Присъединява се към ВМОРО и участва в най-старата чета в Серски революционен окръг - тази на дядо Илия Кърчовалията заедно с Георги Башлията, Стоян Гаджов, Георги Спанчовалията, Димитър Кашиналията и Георги Баждаров.
При избухването на Балканската война през 1912 година е доброволец в Македоно-одринското опълчение. Жив е към 1918 година.